# Kronfleisch

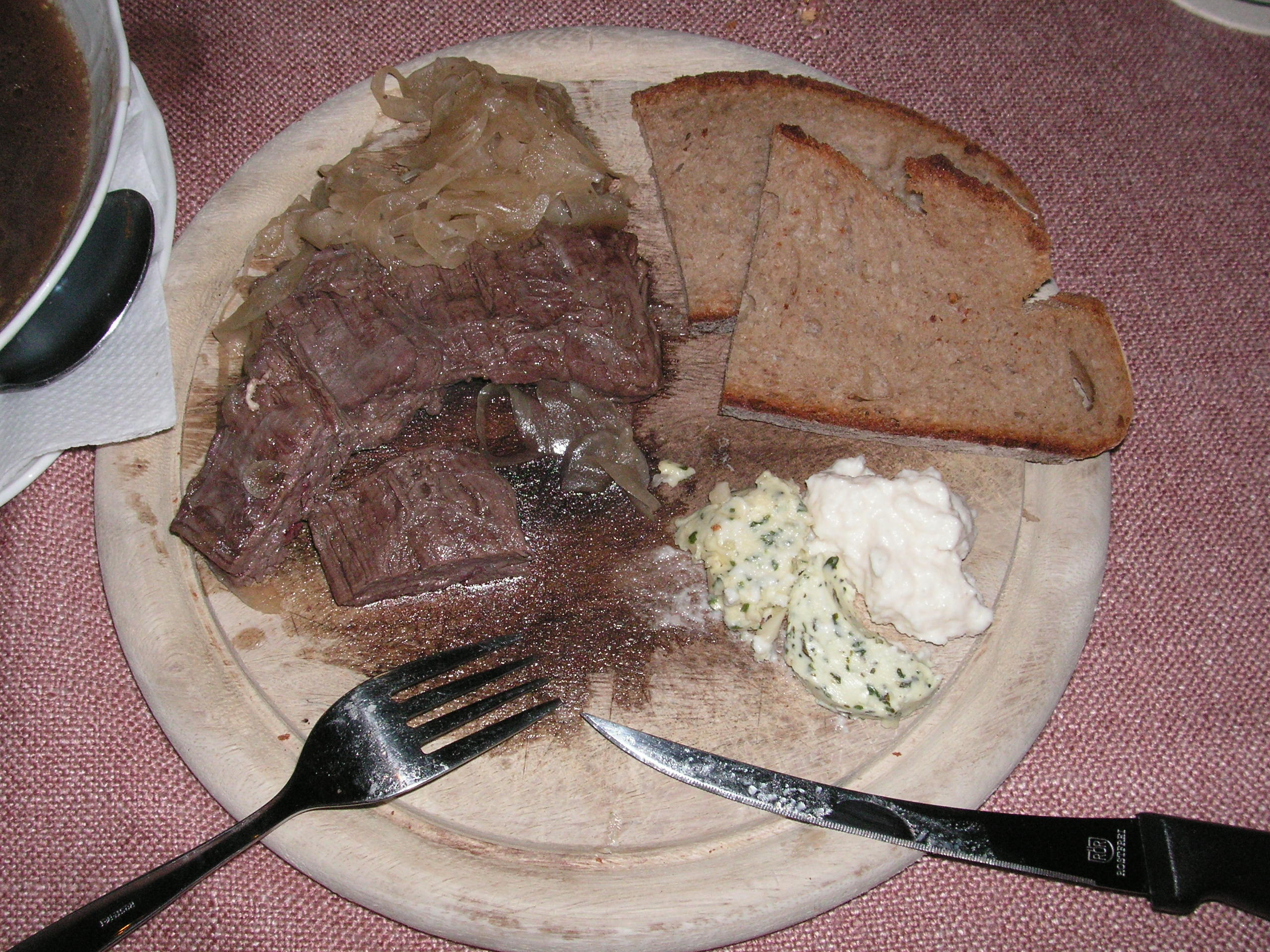
Plato servido de Kronfleisch.

Kronfleisch es un plato tradicional de la cocina bávara y austriaca elaborado con vísceras del diafragma y los músculos adyacentes, que puede elaborarse con carne de cerdo, de cordero y de ternera. Estos ingredientes se emplean para la elaboración de un caldo de carne (en alemán Suppenfleisch) que se emplea en la elaboración de platos como el gulash.